# Серафин, Туллио
Туллио Серафин (итал. Tullio Serafin; 1 сентября 1878, Роттанова-ди-Каварцере, Венеция ― 2 сентября 1968, Рим) ― итальянский дирижёр, один из крупнейших оперных дирижёров XX века. В 1924–34 гг. и 1950-х жил и работал в США.

## Биография
Учился композиции и игре на скрипке в Миланской консерватории, по окончании работал в оркестре театра «Ла Скала» в Милане. Впервые выступил как дирижёр в Ферраре в 1898 году. После нескольких лет работы в разных итальянских городах Серафин выступил за границей — в лондонском театре «Ковент-Гарден» (1907).
В 1909 году, после ухода Артуро Тосканини, получил пост главного дирижёра «Ла Скала», где за пять лет работы провёл ряд итальянских премьер, в том числе опер Р. Штрауса («Кавалер розы» и «Погасшие огни»), Н. А. Римского-Корсакова («Псковитянка» и «Боярыня Вера Шелога»), П. Дюка, И. Монтемецци. Возвращался в «Ла Скала» музыкальным директором в сезоны 1917-18 и 1946-47 гг.
С 1924 по 1934 годы Серафин дирижировал в нью-йоркской Метрополитен-опере, где под его управлением многие шедевры музыкального театра также прозвучали впервые. Активно помогал в развитии сценической карьеры Розе Понсель. С 1914 по 1951 годы провёл 9 сезонов в театре Колон (Буэнос-Айрес), где дирижировал на 368 представлениях 63-х различных опер (включая весьма редкие).
С 1934 по 1943 годы — художественный руководитель Королевского оперного театра в Риме, где дирижировал премьерными постановками опер Альфано и Пиццетти, первым итальянским исполнением «Кольца нибелунга» Вагнера и «Воццека» Берга (с Тито Гобби в заглавной роли). В этот период по просьбе Муссолини оперы часто исполнялись под открытым небом в развалинах терм Каракаллы.
Серафин регулярно участвовал в фестивалях «Флорентийский музыкальный май». Вернувшись в 1950-е годы в США, активно работал с новым поколением оперных звёзд, включая Марию Каллас и Джоан Сазерленд. Во многом благодаря его усилиям возродился интерес к довердиевскому итальянскому репертуару. Серафин выступал как дирижёр до 1962 года, после чего занял место артистического консультанта Римской оперы.
Увидев в начинающей Марии Каллас потенциал для опер бельканто, маэстро перенаправил её с относительно тяжёлых ролей на искромётный репертуар Беллини, Доницетти и Россини и помог ей освоить премудрости колоратуры. Серафин дирижировал на её оперном дебюте в Италии («Джоконда», 1947) и руководил её первым исполнением партии Нормы (1948), ставшей её коронной ролью.
Серафин ― выдающийся представитель итальянской школы дирижирования. Его исполнение отмечено сбалансированностью звучания и яркой экспрессивностью.